# 漸近自由
在物理學中，漸近自由（英語：asymptotic freedom）是某些規範場論的性質，在能量尺度變得任意大的時候，或等效地，距離尺度變得任意小（即最近距離）的時候，漸近自由會使得粒子間的相互作用變得任意地弱。
漸近自由是量子色動力學的一項特性，量子色動力學乃描述夸克和膠子間的核相互作用，而這兩種粒子是組成核物質的基本構成部份。在高能量時，夸克與夸克之間的相互作用非常微弱，因此可以通過粒子物理學中的，深度非線性散射的截面DGLAP方程（描述QCD的演化方程），來進行微擾計算；低能量時會進行強相互作用，來防止重子（由三個夸克組成，如質子及中子）或介子（由兩個夸克組成，如π介子）分體，這些都是核物質內的複合粒子。
漸近自由的發現者為弗朗克·韋爾切克、戴維·格罗斯和休·波利策，他們在2004年因這項發現而獲得了諾貝爾物理學獎。

## 發現
在1973年，弗朗克·韋爾切克和戴維·格罗斯，與休·波利策兩組人發現了漸近自由。雖然這些科學家是最早明白漸近自由，與強相互作用的物理關聯。早在1969年，俄國物理學家約西夫·赫里普洛維奇（Iosif Khriplovich）就發現了SU(2)規範場論的漸近自由，但當時只被當成數學趣事；而傑拉德·特·胡夫特在1972年也注意到這個效應，但並沒有發表這個發現。因為這項發現，韋爾切克、格罗斯和波利策獲頒2004年的諾貝爾物理學獎。
這項發現對復興量子場論很有幫助。在1973年前，不少理論學者懷疑量子場論在基礎上矛盾，這是因為相互作用在短距離下的強度為無限大。這個現象一般叫蘭道奇點(Landau pole)，它為理論所能描述的最小距離下了定義。這個問題是在研究純量與旋量間相互作用的場論時發現，因此量子電動力學也有這個問題，所以雷曼正性就使不少物理學者都懷疑蘭道奇點可能是無可避免的。漸近自由理論在近距離時會變弱，所以沒有蘭道奇點，因此普遍認為這種量子場論，在任何距離尺度下都一致。
儘管標準模型並非完全漸近自由，但實際上蘭道奇點只在強相互作用中構成問題。因為其他相互作用太弱了，所以任何矛盾都只能在普朗克長度以內的距離中出現，而無論如何，對於描述這個距離內的現象，量子場論並不勝任。

## 屏蔽與反屏蔽

QED中的電荷屏蔽

在尺度改變的情況下，在理解一物理耦合常數的變化性質時，可由帶有相關電荷的虛粒子所感受到的場下手。在量子電動力學（QED）下，蘭道奇點的狀態，成因是真空中虛正反帶電粒子對的屏蔽作用，這種粒子對的例子為電子－正電子對。在電荷的周圍，真空被“極化”：相反電性的虛粒子被電荷吸引，而相同電性的虛粒子則排斥。在任何有限距離下，真空極化的淨效果會抵消掉場的一部份。當愈來愈接近中央的電荷時，能看到的真空效應會愈來愈少，而有效電荷則會增加。
在QCD中，同樣的現象會發生在虛夸克－反夸克對身上；它們會有屏蔽色荷的傾向。然而，QCD還有一道難題：它的載力子膠子本身就帶有色荷，而且方式不一樣。每一膠子都帶有一色荷及一反色荷磁矩。真空中，虛膠子的淨效應並不會屏蔽場，反而會加強它，並改變其色。這個現象有時會被稱為“反屏蔽”。當愈來愈接近夸克時，周圍虛膠子的淨反屏蔽效果會愈來愈弱，因此這個效應在距離減少的情況下，會使有效色荷變弱。
由於虛夸克與虛膠子引起的效應相反，所以哪種效應會勝出，就取決於夸克種類（又稱味）的數量。在標準三色的QCD中，只要夸克種類不超過16種（反夸克不分開計算），那麼反屏蔽就會取得勝利，故此時理論有漸近自由。實際上，已知的夸克味只有6種。

## 計算漸近自由
漸近自由可經由計算β函數來推導出來，函數描述的是在重整群下，理論中耦合常數的變化。在距離足夠短的情況下，或動量交換大的情況下（會觀測到短距離效應，大體是因為量子動量與德布羅意波長間的逆關係），漸近自由理論可以通過費曼圖的微擾理論計算得出。因此在理論上，這樣的情況較易追蹤，比距離長且耦合常數強的情況好得多，而後者則常出現在這類理論中，被認為是夸克禁閉的成因。
計算β函數，就是求出夸克發射（或吸收）時相互作用相關的費曼圖值。在非交換規範場論（如QCD）中，漸近自由的存在取決於相互作用粒子的規範群及味的數量。在含類夸克粒子{\displaystyle n_{f}} 種的SU(N)規範場論中，至最低非普通數量級的β函數為
{\displaystyle \beta _{1}(\alpha )={\alpha ^{2} \over \pi }\left(-{11N \over 6}+{n_{f} \over 3}\right)}
其中α為理論中精細結構常數的等價，在粒子物理用的單位中（c=ħ=1）為{\displaystyle {\tfrac {g}{4\pi }}}。若這個函數為負的話，該理論就有漸近自由。
由於SU(3)是QCD色荷的規範群，此時{\displaystyle N=3}，{\displaystyle \beta _{1}<0}，由此得 {\displaystyle n_{f}<{\tfrac {33}{2}}}；因此在夸克種類小於或等於16種時，理論有漸近自由。

### 引用
1. ↑  . NobelPrize.org. Nobel Media.   [26 August 2011]. （原始内容存档于2010-11-06）.
2. ↑  D.J. Gross, F. Wilczek. . Physical Review Letters. 1973, 30: 1343–1346. Bibcode:1973PhRvL..30.1343G. doi:10.1103/PhysRevLett.30.1343.
3. ↑  H.D. Politzer. . Physical Review Letters. 1973, 30 (26): 1346–1349. Bibcode:1973PhRvL..30.1346P. doi:10.1103/PhysRevLett.30.1346.
4. ↑    - G. 't Hooft (June 1972). Unpublished talk at the Marseille conference on renormalization of Yang-Mills fields and applications to particle physics.